# Pseudosphex causa
Pseudosphex causa är en fjärilsart som beskrevs av Max Wilhelm Karl Draudt 1915. Pseudosphex causa ingår i släktet Pseudosphex och familjen björnspinnare. Inga underarter finns listade.